# Andréi Zigmantóvich
Andréi Vikéntievich Zygmantóvich (Андре́й Вике́нтьевич Зыгманто́вич), nacido el 2 de diciembre de 1962 en Minsk, es un exjugador de fútbol bielorruso.
Durante su carrera ha jugado en varios equipos como el Dinamo Minsk, el FC Groningen y más tarde en el Racing de Santander junto a los delanteros Dmitri Popov y Dmitri Rádchenko. 
Jugó en 36 ocasiones con la selección de la Unión Soviética desde 1988 a 1990 marcando tres goles. También disputó la Copa Mundial de Fútbol de 1990, donde marcó el segundo gol en la goleada 4 a 0 sobre Camerún. Más tarde representó a la selección de Bielorrusia en 9 ocasiones. Tras su retirada de los terrenos de juego en 1992, Zigmantovic continuo en los banquillos, entrenando un año a la Sociedad Deportiva Iguña de Molledo, Cantabria, equipo en el que solo estuvo una temporada tras retirarse definitivamente del mundo deportivo.

## Clubes
| Club                | País            | Año         | Partidos | Goles |
| FC Dinamo Minsk     | Unión Soviética | 1981 - 1991 | 262      | 20    |
| FC Groningen        | Países Bajos    | 1991 - 1992 | 29       | 2     |
| FC Dinamo Minsk     | Bielorrusia     | 1992        | 8        | 0     |
| Racing de Santander | España          | 1993 - 1996 | 87       | 1     |